# صلیب سرخ مالی
صلیب سرخ مالی(به انگلیسی: Mali Red Cross) در سال ١٩٦٥ تأسیس گردید. دفتر مرکزی این سازمان در باماکو، پایتخت مالی واقع شده‌است.